# Land- und Stadtgericht Creuzburg
Das Land- und Stadtgericht Creuzburg war von 1826 bis 1849 ein preußisches Land- und Stadtgericht mit Sitz in Creuzburg.

## Geschichte
Das Land- und Stadtgericht Creuzburg wurde 1826 aus dem Stadtgericht Creuzburg und einigen Gerichten aus dem Landgericht Königsberg gebildet. Es war ein Gericht 2. Klasse im Sprengel des Oberlandesgerichts Königsberg.
1837 umfasste der Gerichtsbezirk die Stadt Creuzburg mit 1671 Gerichtseingesessene und 22 Ortschaften mit 2012 Gerichtseingesessenen (zusammen also 3683 Gerichtseingesessene). Am Gericht waren ein Stadt- und Landrichter und zwei weitere Mitarbeiter beschäftigt.
Nach der Märzrevolution wurden 1849 einheitlich Kreisgerichte gebildet. In Creuzburg entstand die Gerichtskommission Creuzburg des Kreisgerichts Bartenstein.